# Weyer (Fischbach)
Weyer (luxemburgisch Weyerⓘ) ist eine Ortschaft in der Gemeinde Fischbach im Kanton Mersch im Großherzogtum Luxemburg.

## Lage
Weyer liegt im Tal der Weißen Ernz an der CR 101. Nachbarorte sind im Westen Stuppicht, im Norden Ködingen und im Osten Altlinster.

## Geschichte
Weyer wurde erstmals schriftlich als Wiwere in einer Urkunde aus dem Jahr 960 erwähnt. Eine Legende besagt, dass Gerard von Schwarzenberg in Weyer 1612 eine Kapelle errichten ließ, nachdem seine Schwester an einem Weiher ein Muttergottesbildnis gefunden hat. Eine Abwandlung der Legende besagt, dass Bauern aus einem nahegelegenen Dorf eine Muttergottesfigur aus dem Wasser gefischt haben sollen. Nach und nach haben sich Bauern rund um die Kapelle niedergelassen.
Noch heute haben sich neben der Kapelle drei Bauernhöfe aus dem 18. und frühen 19. Jahrhundert erhalten. Die 1612 erbaute Kapelle ist unverändert erhalten.